# 北田芳治
北田芳治（きただ よしはる、1926年5月21日- ）は、日本の経済学者、東京経済大学名誉教授。元政治経済研究所理事長。

## 来歴
東京出身。東京商科大学（現一橋大学）卒。高島善哉ゼミ出身。1982年政治経済研究所理事長。東京経済大学経営学部助教授となり、教授。1998年定年、名誉教授となる。日本学術会議会員を務めた。

## 著書
- 『日本の貿易』新日本出版社 新日本新書 1972
- 『現代世界と日本経済』新日本出版社 新日本選書 1974

### 共編著
- 『国家独占資本主義と日本の産業』市川弘勝共編著 青木書店 1967
- 『円切上げ下の日本経済と労働組合運動』高木督夫共編 労働旬報社 1971
- 『現代日本の国債問題』編著 新評論 1973
- 『総合商社』谷原順夫共著 新日本出版社 新日本新書 1974
- 『現代日本の経済政策』相田利雄共編 大月書店 現代資本主義叢書 1979
- 『貿易摩擦と経済政策』編 大月書店 現代資本主義叢書 1983
- 『円高不況下の日本産業 国際産業調整の進展と産業政策』相田利雄共編 大月書店 1987

## 論文
- 北田芳治「寄生地主制の実質的消滅と農村市場」『経済評論』復5第1号、日本評論社、1956年、ISSN 02878801。
- 北田芳治「現在の破局を準備した国家独占資本主義の政策」『世界経済評論』第40号、世界経済研究協会、1957年、ISSN 0488132X。
- 北田芳治「戦後独占資本の変容」『エコノミスト』第35巻第28号、毎日新聞社、1957年、16-19頁、ISSN 00130621。
- 北田芳治「外国貿易の必然性と再生産の理論」『貿易研究』第2号、東京経済大学貿易研究所、1959年。
- 北田芳治「自由化の基調と中小企業の将来」『経済評論』第9巻第12号、日本評論社、1960年、ISSN 02878801。
- 北田芳治「アジア経済セミナーの歴史的意義」『世界経済評論』第7巻第2号、世界経済研究協会、1963年、ISSN 0488132X。
- 北田芳治「朝鮮戦争前夜の「合理化」」『労働運動史研究』第43号、労働旬報社、1966年、20-25頁、ISSN 03869202。
- 北田芳治「「国民の経済白書」を批判する:だれに話しかけるのか」『エコノミスト』第44巻第42号、毎日新聞社、1966年、56-61頁、ISSN 00130621。
- 北田芳治「「国際価値」の批判」『国際経済』第1968巻第19号、日本国際経済学会、1968年、171-176頁、doi:10.5652/kokusaikeizai.1968.171、ISSN 03873943。
- 北田芳治「経済研究の方法と課題(私の提言)」『現代と思想』第1号、青木書店、1970年、201-204頁。
- 北田芳治「現段階における日米貿易関係」『世界経済評論』第15巻第8号、世界経済研究協会、1971年、13-17頁、ISSN 0488132X。
- 北田芳治「現代資本主義の構造的危機」『現代と思想』第7号、青木書店、1972年、2-21頁。
- 北田芳治「80年代日本の国際経済関係」『日本の科学者』第15巻第2号、日本科学者会議、1980年、79-83頁、ISSN 00290335。
- 北田芳治「世界経済危機と日本の労働者」『労働運動』第185号、新日本出版社、1981年、61-68頁。
- 北田芳治「イギリス科学者のみた日本企業」『日本の科学者』第18巻第11号、日本科学者会議、1983年、649-651頁、ISSN 00290335。
- 北田芳治「発展途上国との科学技術協力の問題点」『日本の科学者』第18巻第11号、日本科学者会議、1983年、606-612頁、ISSN 00290335。
- 北田芳治「激化する経済摩擦をどうみるか」『文化評論』第299号、新日本出版社、1986年、61-72頁、ISSN 0521789X。
- 北田芳治「中国経済の対外開放における地方」『東京経大学会誌』第192号、東京経済大学、1995年、191-207頁、ISSN 04934091。
- 北田芳治「IT革命と国民経済」『経済』第64号、新日本出版社、2001年、65-69頁、ISSN 04534670。
- 北田芳治「日本をまきこむアメリカの経済戦略とは」『学習の友』第574号、学習の友社、2001年、14-23頁。
- 北田芳治「相田君と現代日本経済研究会」『社会志林』第59巻第4号、法政大学社会学部学会、2013年、31-37頁、doi:10.15002/00021146、ISSN 1344-5952。